# Капитан Марвел 2
„Капитан Марвел 2“ (на английски: The Marvels) е американски супергеройски филм от 2023 година по едноименния персонаж от Марвел Комикс. Филмът е продължение на „Капитан Марвел“ (2019), както и сериала „Мис Марвел“  (2022) и 33-ият филм от „Киновселената на Марвел“. Филмът е режисиран от Ния ДеКоста, която е съсценаристка със Меган Макдонъл и Елиса Карасик. Във филма участват Бри Ларсън, Тейона Парис, Иман Велани, Зави Аштън, Гари Люис, Парк Сео-джун, Зенобия Шроф, Мохан Капур, Сагар Шаикх и Самюел Джаксън.
Гала премиерата се състои на 7 ноември 2023 г. в Лас Вегас и излиза в Съединените щати на 10 ноември 2023 г. като част от Пета фаза.

## Актьорски състав
| Актьор          | Роля                           |
| --------------- | ------------------------------ |
| Бри Ларсън      | Керъл Денвърс / Капитан Марвел |
| Иман Велани     | Камала Кан / Мис Марвел        |
| Тейона Парис    | Моника Рамбо / Фотон           |
| Самюел Джаксън  | Ник Фюри                       |
| Зенобия Шроф    | Мунеба Кан                     |
| Мохан Капур     | Юсуф Кан                       |
| Сагар Шеикх     | Амир Кан                       |
| Зауи Аштън      | Дар-Бен                        |
| Парк Сео-Джоон  | Принц Ян                       |
| Гари Люис       | Император Дро'дж               |
| Теса Томпсън    | Брунхилда / Валкирия           |
| Лашана Линч     | Мария Рамбо / Бинари           |
| Хейли Стайнфелд | Кейт Бишоп / Ястребово око     |
| Келси Грамър    | Хенри Маккой / Звяр            |
| Немо и Танго    | Гуус                           |